# Trofeul Carpați (handbal feminin) - Ediția a 41-a
Competiția din 2007 reprezintă a 41-a ediție a Trofeului Carpați la handbal feminin pentru senioare, turneu amical organizat anual de Federația Română de Handbal cu începere din anul 1959. Ediția din 2007, la care au luat parte patru echipe naționale, a fost găzduită de Sala Sporturilor Horia Demian din orașul Cluj Napoca și s-a desfășurat între 23 și 25 noiembrie 2007. Câștigătoarea turneului a fost selecționata „România A”.

## Echipe participante
La ediția a 41-a a Trofeului Carpați au luat parte patru reprezentative naționale: Croația, Spania, precum și două selecționate ale României, denumite „România A” și „România B”. De asemenea, la această ediție ar fi trebuit să participe și Congo, însă echipa africană nu a mai ajuns din motive financiare.

### România
Pentru meciurile ediției din 2007, România a fost reprezentată de două echipe naționale. Gheorghe Tadici, selecționerul naționalei de senioare a României, a convocat un lot lărgit cuprinzând 27 de jucătoare, iar acest lot a fost împărțit în două echipe, „România A” și „România B”. Componența celor două echipe s-a schimbat în fiecare meci. „România A” a fost condusă de pe banca tehnică de principalul Gheorghe Tadici, iar „România B” de secundul Dumitru Muși.

#### Lotul convocat
| Portari - Luminița Dinu (Oltchim Râmnicu Vâlcea) - Mihaela Smedescu (Oltchim Râmnicu Vâlcea) - Tereza Tamaș (Oltchim Râmnicu Vâlcea) - Talida Tolnai (Oltchim Râmnicu Vâlcea) Extreme dreapta - Ramona Farcău (Oltchim Râmnicu Vâlcea) - Adriana Nechita (Oltchim Râmnicu Vâlcea) - Magdalena Paraschiv („U” Jolidon Cluj) Extreme stânga - Camelia Balint (HCM Baia Mare) - Roxana Bodîrlău (CS Rulmentul Brașov) Pivoți - Florina Bîrsan („U” Jolidon Cluj) - Raluca Ivan (Oltchim Râmnicu Vâlcea) - Oana Manea (Oltchim Râmnicu Vâlcea) - Ionela Stanca (Oltchim Râmnicu Vâlcea) | Coordonatori - Aurelia Brădeanu (Győri Audi ETO KC) - Roxana Cherăscu (Oltchim Râmnicu Vâlcea) - Roxana Gatzel (Oltchim Râmnicu Vâlcea) Intermediari dreapta - Andreea Cruceanu - Melinda Geiger (HCM Baia Mare) - Janina Luca (HC Dunărea Brăila) - Steluța Luca (Oltchim Râmnicu Vâlcea) Intermediari stânga - Valeria Beșe (Oltchim Râmnicu Vâlcea) - Daniela Crap (HC Zalău) - Simona Gogîrlă (CS Rulmentul Brașov) - Narcisa Lecușanu (Oltchim Râmnicu Vâlcea) - Adina Meiroșu (Oltchim Râmnicu Vâlcea) - Cristina Neagu (CS Rulmentul Brașov) - Clara Vădineanu (Oltchim Râmnicu Vâlcea) |

## Partide
Partidele s-au desfășurat pe durata a trei zile, între 23 și 25 noiembrie 2007, în Sala Sporturilor Horia Demian din Cluj. Biletele au costat 3 lei pe zi. Programul de desfășurare a fost următorul:
| 23 noiembrie 2007 17:00 | Croația | 27 - 24 | Spania | Sala Sporturilor Horia Demian, Cluj |
| 23 noiembrie 2007 17:00 | (12-14) |         |        | Sala Sporturilor Horia Demian, Cluj |
| 23 noiembrie 2007 17:00 |         |         |        | Sala Sporturilor Horia Demian, Cluj |

| 23 noiembrie 2007 19:00 | România A | 27 - 24 | România B   | Sala Sporturilor Horia Demian, Cluj Asistență: 800 Arbitri: Marta, Hendrea |
| 23 noiembrie 2007 19:00 | Stanca 5  | (14-14) | Vădineanu 6 | Sala Sporturilor Horia Demian, Cluj Asistență: 800 Arbitri: Marta, Hendrea |
| 23 noiembrie 2007 19:00 |           |         |             | Sala Sporturilor Horia Demian, Cluj Asistență: 800 Arbitri: Marta, Hendrea |

| 24 noiembrie 2007 16:00 | Spania | 25 - 20 | România B  | Sala Sporturilor Horia Demian, Cluj |
| 24 noiembrie 2007 16:00 |        | (11-11) | Lecușanu 6 | Sala Sporturilor Horia Demian, Cluj |
| 24 noiembrie 2007 16:00 |        |         |            | Sala Sporturilor Horia Demian, Cluj |

| 24 noiembrie 2007 18:00 | România A     | 35 - 24 | Croația    | Sala Sporturilor Horia Demian, Cluj Asistență: 2.000 Arbitri: Stark, Ștefan |
| 24 noiembrie 2007 18:00 | Beșe, Neagu 6 | (20-13) | Jukopila 8 | Sala Sporturilor Horia Demian, Cluj Asistență: 2.000 Arbitri: Stark, Ștefan |
| 24 noiembrie 2007 18:00 |               |         |            | Sala Sporturilor Horia Demian, Cluj Asistență: 2.000 Arbitri: Stark, Ștefan |

| 25 noiembrie 2006 10:00 | Croația    | 29 - 31 | România B | Sala Sporturilor Horia Demian, Cluj |
| 25 noiembrie 2006 10:00 | Jukopila 8 | (13-14) | Gogîrlă 8 | Sala Sporturilor Horia Demian, Cluj |
| 25 noiembrie 2006 10:00 |            |         |           | Sala Sporturilor Horia Demian, Cluj |

| 25 noiembrie 2006 12:00 | România A        | 33 - 22 | Spania   | Sala Sporturilor Horia Demian, Cluj |
| 25 noiembrie 2006 12:00 | Nechita, Neagu 6 | (13-9)  | Mangué 5 | Sala Sporturilor Horia Demian, Cluj |
| 25 noiembrie 2006 12:00 |                  |         |          | Sala Sporturilor Horia Demian, Cluj |

## Clasament și statistici
Ediția a 41-a a Trofeului Carpați pentru senioare a fost câștigată de reprezentativa România A, care a terminat pe primul loc, cu 6 puncte din tot atâtea posibile.
| Echipa    | M | V | E | Î | GM | GP | G   | Pct |
| --------- | - | - | - | - | -- | -- | --- | --- |
| România A | 3 | 3 | 0 | 0 | 95 | 70 | +25 | 6   |
| Spania    | 3 | 1 | 0 | 2 | 71 | 80 | −9  | 2   |
| România B | 3 | 1 | 0 | 2 | 75 | 81 | −6  | 2   |
| Croația   | 3 | 1 | 0 | 2 | 80 | 90 | −10 | 2   |

### Clasamentul final
|   | România A |
|   | Spania    |
|   | România B |
| 4 | Croația   |

### Premii
- Cea mai bună jucătoare:  Valeria Beșe (ROU)
- Cea mai bună marcatoare:  Maja Kožnjak (CRO) (19 goluri)
- Cel mai bun portar:  Eugenia Sánchez (ESP)